# Пактха

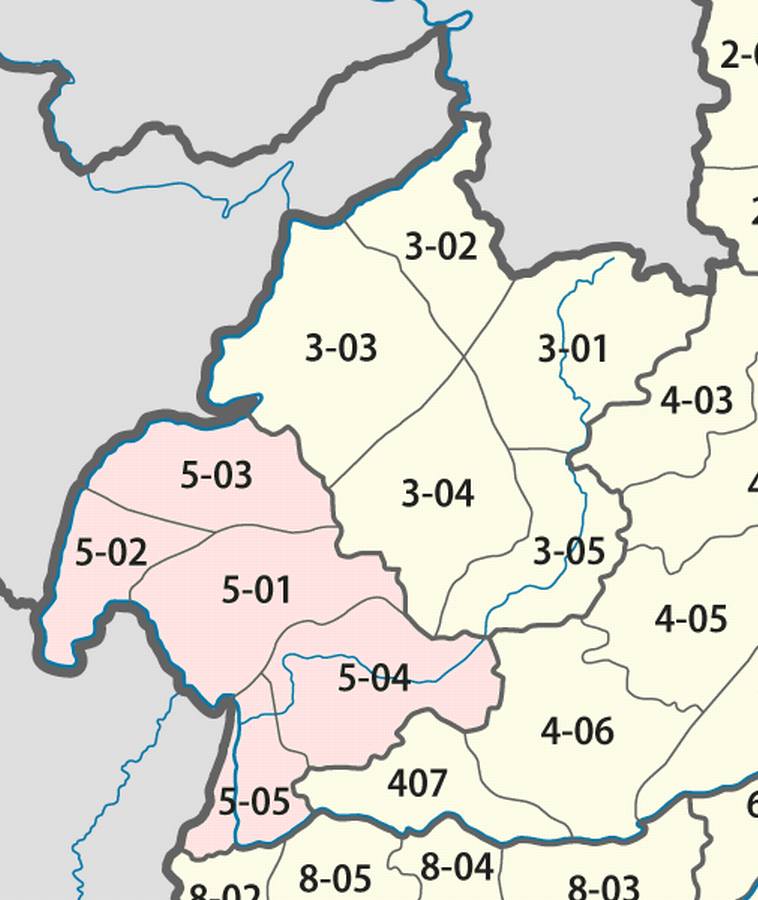
Число 5-05

Пактха — один з районів (лаос. ເມືອງ муанг) провінції Бокеу, Лаос.